# رودی ریچ
رودریک وین مور جونیور (متولد ۲۲ اکتبر ۱۹۹۸) ، معروف به رودی ریچ ، رپر ، خواننده و ترانه سرای آمریکایی است. او در سال۲۰۱۸ با تک آهنگ "Die Young" به شهرت رسید ، که در رتبه ۹۸ ۱۰۰ آهنگ داغ بیلبورد قرار گرفت. دو میکس تیپ اول ریچ ، (Feed Tha Streets، ۲۰۱۷) و ،(Feed Tha Streets II، ۲۰۱۸) نیز مورد استقبال گسترده قرار گرفت. در سال ۲۰۱۹ ، ریچ در تک آهنگ "Racks in the Middle" ساخته نیپسی هاسل حضور یافت که باعث شد وی جایزه گرمی بهترین اجرای رپ را کسب کند و همچنین در تک آهنگ "Ballin" کاندیدای جایزه گرمی با مسترد ، که در جایگاه ۲۰ آهنگ برتر ۱۰۰ داغ قرار گرفت.
اولین آلبوم استودیویی وی ( Please Excuse Me for Being Antisocial،۲۰۱۹) از طریق آتلانتیک رکوردز و بِرد ویژِن اینترتیمنت منتشر شد و رتبه یک ۱۰۰ آهنگ داغ بیلبورد را بدست آورد. همچنین تک آهنگ"The Box" به محبوب ترین آهنگ او در سراسر جهان تبدیل شد و  تک آهنگ "High Fashion" با حضور مسترد. بعداً در سال ۲۰۲۰ ، رودی ریچ در تک آهنگ "Rockstar" از دا بیبی به دومین رتبه شماره یک وی در۱۰۰ آهنگ داغ تبدیل شد. 
ریچ برنده چندین جایزه از جمله جایزه گرمی از ۹ نامزدی و همچنین دو جایزه BET ، دو جایزه BET Hip Hop و یک جایزه موسیقی آمریکا شده است.

## اوایل زندگی
رودریک وین مور جونیور در۲۲ اکتبر ۱۹۹۸ در کامپتن ، کالیفرنیا ، جایی که بزرگ شد ، متولد شد. ریچ در دبیرستان کارسون ارشد و مغناطیس علوم غنی شده وستچستر تحصیل کرد. او در جوانی مدتی را در آتلانتا ، جورجیا زندگی کرد.  رودی ریچ از ۸ سالگی شروع به رپ و آواز کرد و از ۱۶ سالگی شروع به ساختن بیت کرد.  در کامپتن ، ریچ عضو Park Village Compton Crips بود ، و دارای دو "C" خال کوبی شده است که نماد وابستگی قبلی او به باند است. او همچنین در زمان نشر میکس تیپ خود ، Feed Tha Streets II دوره کوتاهی در زندان بود. او در حالی که بزرگ می شد به لیل وین گوش می داد ، و همچنین یانگ تاگ و فیوچر.

## موسیقی شناسی

#### آلبوم های استودیوئی
- (۲۰۱۹)Please Excuse Me for Being Antisocial

#### میکس تیپ ها
- (Feed Tha Street (۲۰۱۷
- (Feed Tha Streets II (۲۰۱۸